# Калужняцкий, Эмиль
Эмиль Иеронимович Калужняцкий (пол. Emil Kałużniacki; 1845—1914) — польско-русский славист, филолог. Член-корреспондент Императорской Санкт-Петербургской академии наук.
В Львовском и Венском университетах изучал историю, классическую и славянскую филологию, ученик Ф. Миклошича. Учитель гимназии в Жешуве, с 1875 г. профессор славянской филологии в Черновицком университете. Во время путешествий с научной целью ознакомился со славянскими рукописными сборниками Киева, Москвы, Сергиева Посада, Санкт-Петербурга, Вильны, Берлина, Праги, Белграда, Рильского монастыря и молдавских монастырей. c 7 декабря 1891 года член-корреспондент Императорской Санкт-Петербургской академии наук по отделению русского языка и словесности.
Кроме ряда статей в «Archiv für slavische Philologie» Ягича, напечатал «Обзор славяно-русских памятников языка и письменности, находящихся в библиотеках и архивах львовских» (Киев, 1877); «Молдавские и мултанские документы из львовских городских архивов» (пол. «Dokumenta Moldawskie i Multańske z archivuw miasta Lwowa»; Львов, 1878), «Исторический обзор графики и орфографии польского языка» (нем. «Historische Uebersicht der Graphik und der Orthographie der Polen»; Вена, 1882); «К вопросу о древнеславянской тайнописи» (нем. «Beiträge zur älteren Geheimschrift der Slaven»; Вена, 1883); «Житие Моисея Угрина, написанное киевопечерским монахом Поликарпом» (пол. «Polikarpa mnicha Kijowskich pieczar żywot Mojżesza Węgrzyna»; Львов, 1884); «К библиографии церковно-славянских печатных изданий в России» (СПб., 1886); «Игумена Нафанаила книга о вере, её источники и значение в истории южно-русской полемической литературе» («Чтения в Общ. ист. и др. росс.» М., 1886, кн. IV). Особое значение имеет подготовленное Калужняцким издание Путенского евангелия — апракоса, хранящегося в базилианском монастыре Путна (Буковина), по палеографическим данным относящегося к концу XIII или первой половине XIV века («Monumenta linguae palaeoslovenicae. T. I: Evangeliarium Putnanum»; Вена, 1888). Это евангелие особенно интересно явными следами малорусского наречия. В обширном латинском введении Калужняцкий, между прочим, делает несколько общих замечаний по вопросу об отношении малорусского наречия к русскому языку и не признает за первым значения самостоятельного языка.

## Труды
- Aemiliani Kałużniacki. Monumenta linguae palaeoslovenicae. T. I: Evangeliarium Putnanum; Wien – Teschen, 1888